# Inés Etxegibel
Inés Etxegibel Alberdi (Durango, Vizcaya, 7 de enero de 1974) es una exjugadora y exentrenadora de rugby. Estuvo al frente de la selección española femenina en dos etapas 2009-2011 y 2012-2014. Es una de las jugadoras que más partidos ha disputado en la historia de la selección española junto a Aroa González y Rocío García.

## Biografía
Inés Etxegibel fue alumna de la ikastola Kurutziaga y continuó sus estudios en el Instituto de Durango. Realizó los estudios del INEF en la Universidad de Barcelona.
En la temporada 1989-1990 comenzó a jugar en el equipo de rugby de Durango (DRT) hasta el año 1996.
De 1996 a 2002 fue jugadora del Rugby Club L'Hospitalet. 
De 2003 a 2007, además de jugadora fue entrenadora del INEF Barcelona. En 2005, este equipo femenino, bajo su liderazgo, se proclamó campeón de la Copa de la Reina
En el 2009 debuta como seleccionadora española en un partido contra Alemania: 74-0
En mayo de 2011 presenta su dimisión como seleccionadora a la FER por el trato discriminatorio que reciben las jugadoras de la Federación Española de Rugby con respecto a la selección masculina,sobre todo en los medios y en el tiempo para preparar los compromisos internacionales.
En 2012 vuelve como seleccionadora, con el cambio del presidente de la Federación Española, al frente de la selección femenina del Rugby XV.
En la temporada 2014-15 como entrenadora de la categoría División de Honor B de chicos en el DRT de Durango, consiguió subir a la promoción de División de Honor.

## Logros

### En el Campeonato Femenino de Rugby de Selecciones Autonómicas
Con la selección del País Vasco consigue los siguientes resultados  
- Campeonas

2000-2001, 2001-2002, 2005-2006, 2007-2008, 2008-09, 2009-2010.
- Subcampeonas

2014-2015
El equipo duragarra masculino de rugby tuvo la suerte de estar entrenado por ella (y gente de alrededores, siempre gente amateur) casi logró llevarlos a división de honor A, la máxima categoría del rugby nacional, con chavales del club (ningún profesional) todos de la cantera, gracias al durísimo entrenamiento de Inés algunos pudimos rozar la máxima categoría del rugby nacional, cosa que no se pudo lograr dado al altísimo nivel de los contrincantes a los que tuvieron que afrontar los chicos de Inés, aun así lo celebraron con gran ímpetu junto a su gran y querida entrenadora que lo celebraba con los chicos como si sería una pelea de ella, hasta el 4° tiempo solía durar

### Como jugadora
- Holanda 1998, en el 7.º puesto
- Barcelona 2002, en el 8.º puesto
- Canadá 2006, en el 9.º puesto

### Como seleccionadora
- Madrid, 1996 subcampeonas
- Niza, 1997 terceras
- Belluno (Italia), 1990 subcampeonas
- Almería, 2000 subcampeonas
- Lille subcampeonas
- Toulouse, 2004 sextas
- Madrid, 2007 terceras
- París, 2014

### Como entrenadora
- Estocolmo, 2009 subcampeonas
- Estrasburgo, 2010 campeonas
- La Coruña, 2011 subcampeonas
- Madrid, 2013 Campeonas
- Durango, 2014-2015 casi campeones D.H.B.

## Torneo de las Seis Naciones Femenino

### Como jugadora
- En el año 2000, 3.ª
- En el año 2001, 2.ª
- En el año 2002, 4.ª
- En el año 2004, 3.ª
- En el año 2005, 4.ª
- En el año 2006, 6.ª

## Premios
- En el año 2004, en el Torneo de las Seis Naciones Femenino, en el partido contra Irlanda recibió el premio a la mejor jugadora